# Flumet
Flumet is een gemeente in het Franse departement Savoie (regio Auvergne-Rhône-Alpes) en telt 865 inwoners (2008). De plaats maakt deel uit van het arrondissement Albertville.

## Geografie
De oppervlakte van Flumet bedraagt 17,3 km², de bevolkingsdichtheid is 44,5 inwoners per km².
De onderstaande kaart toont de ligging van Flumet met de belangrijkste infrastructuur en aangrenzende gemeenten.

## Demografie
Onderstaande figuur toont het verloop van het inwonertal.

## Afbeeldingen

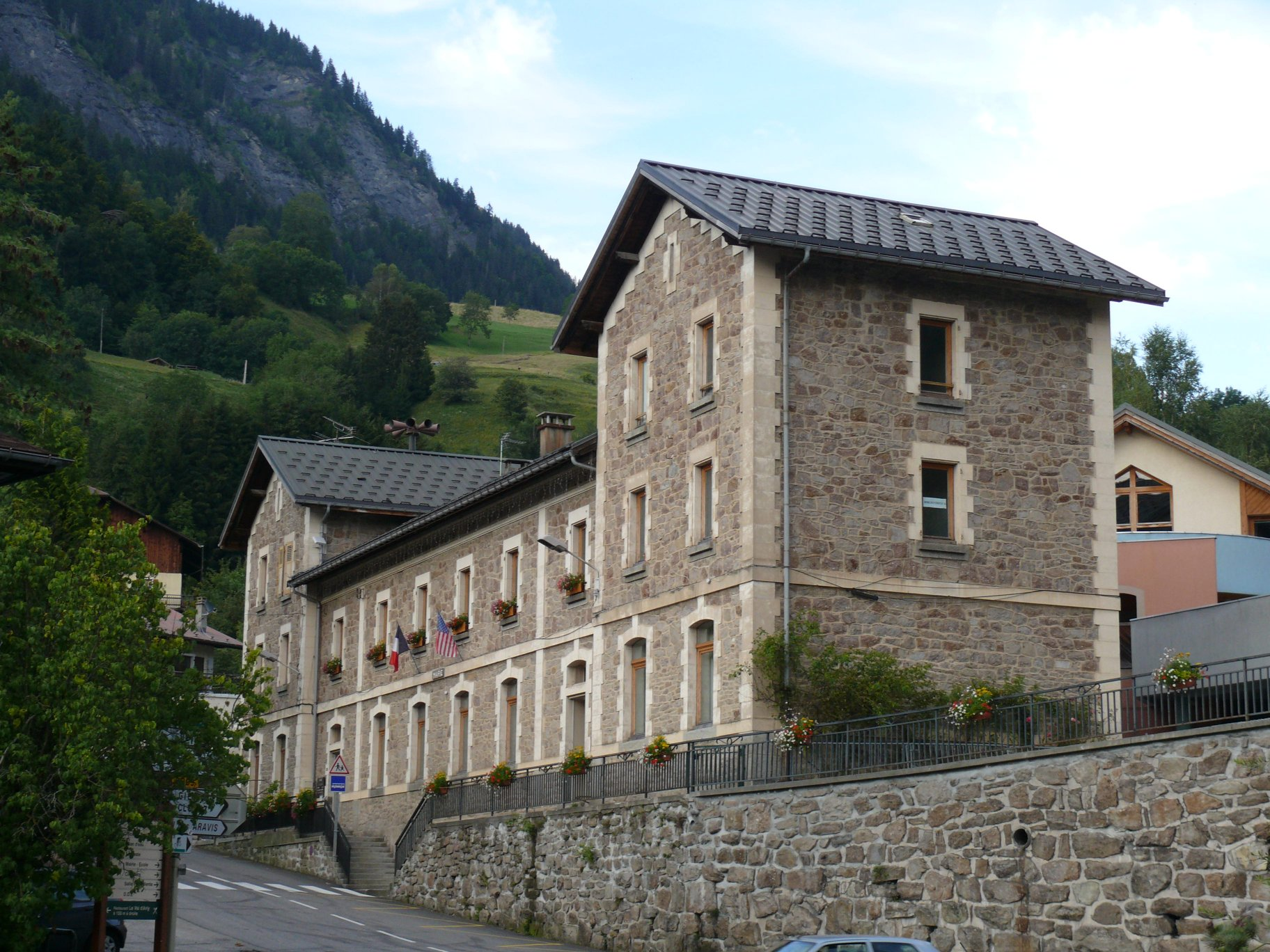
Gemeentehuis
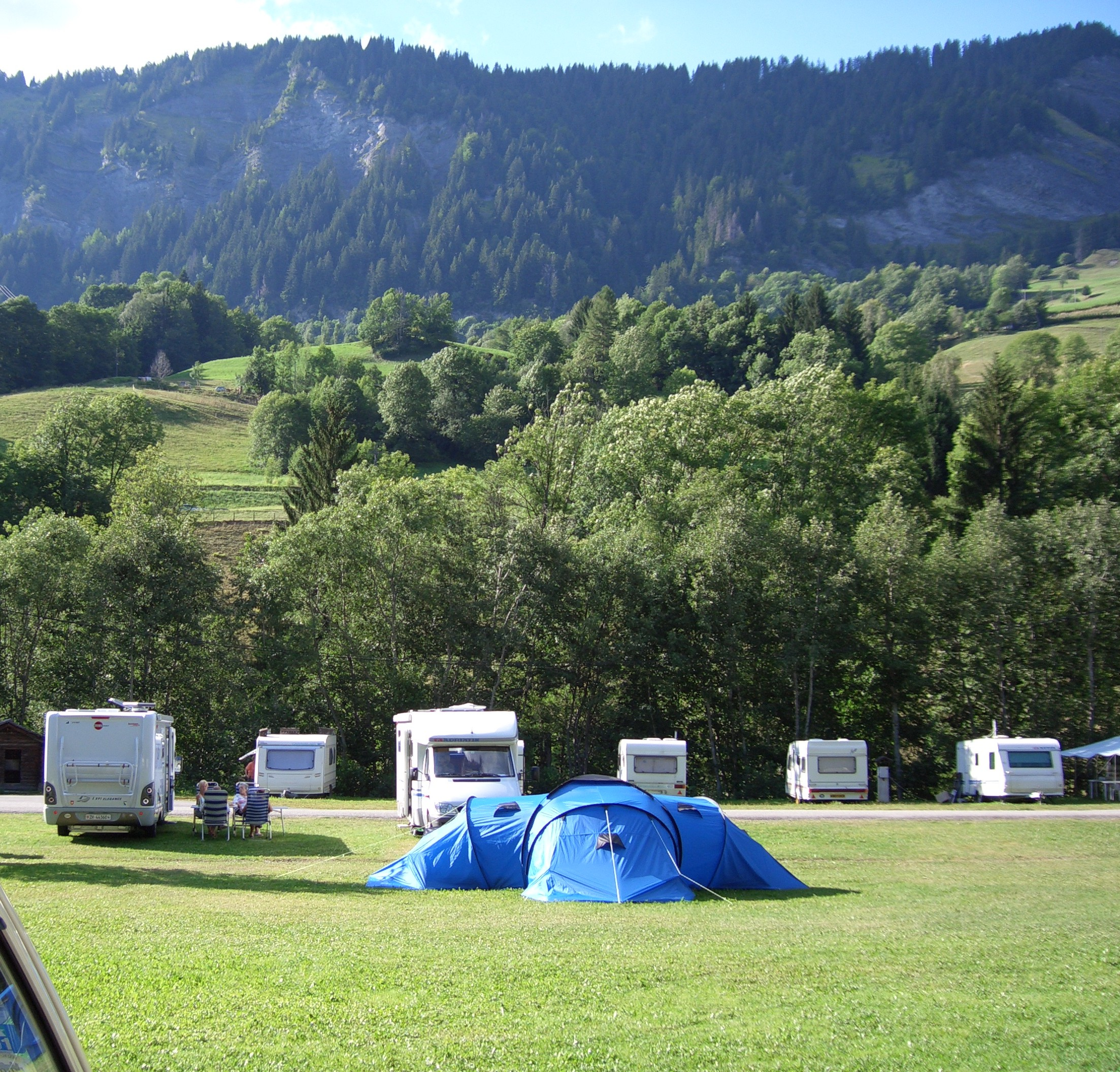
Camping

Beaufort · Césarches · Cohennoz · Crest-Voland · Flumet · La Giettaz · Hauteluce · Marthod · Notre-Dame-de-Bellecombe · Pallud · Queige · Saint-Nicolas-la-Chapelle · Thénésol · Ugine · Venthon · Villard-sur-Doron